# Ayman al-Zawahiri
Ayman al-Zawahiri (tiếng Ả Rập: ايمن الظواهري; sinh ngày 19 tháng 6 năm 1951 - mất ngày 31 tháng 7 năm 2022) là một thành viên xuất chúng của tổ chức al-Qaeda, trước đấy là thủ lĩnh Phong trào Chiến tranh Hồi giáo Ai Cập và là một nhà thần học. Ông có thể nói tiếng Ả Rập, tiếng Pháp.
Năm 1998, ông đã hợp nhất Phong trào Chiến tranh Hồi giáo Ai Cập với al-Qaeda. Ông làm việc cho tổ chức al-Qaeda từ khi nó mới bắt đầu và là thành viên chủ chốt trong hội đồng shura(tư vấn). Ông cũng thường được cho là một "tay sai" đắc lực của trùm khủng bố Osama bin Laden. Cũng có ý kiến cho rằng al-Zawahiri phục vụ với tư cách là bác sĩ cho bin Laden.
Ayman al-Zawahiri được FBI treo giá đầu ông 25 triệu USD cỡ 575.363.750.000 vnđ.
Vào ngày 31 tháng 7 năm 2022, ông bị máy bay không người lái của Hoa Kỳ tấn công giết chết ở Kabul.

## Tiểu sử
Ngày 16 tháng 6 năm 2011, Ban lãnh đạo al-Qaeda hôm nay tuyên bố đã chọn Aymal al-Zawahiri lên làm thủ lĩnh mạng khủng bố này, thay cho Osama bin Laden bị đặc nhiệm Mỹ tiêu diệt tại Pakistan hôm 2/5.
Vào cuối tuần từ ngày 29 tháng 7 đến ngày 31 tháng 7 năm 2022, Hoa Kỳ đã thực hiện một cuộc tấn công máy bay không người lái tại Afghanistan nơi mà cả các quan chức chính phủ hiện tại và trước đây đều xác minh rằng anh ta đã chết. Cuộc tấn công không phải do quân đội Hoa Kỳ thực hiện mà bởi một cơ quan chính phủ khác được gọi là Cơ quan Tình báo Trung ương (CIA). Vì đây là một cuộc tấn công chuyên biệt, không có thương vong nào khác ngoại trừ al-Zawahiri.

#### Bài viết
- The Man Behind Bin Laden, Lawrence Wright, The New Yorker, ngày 16 tháng 9 năm 2002
- report on the al-Zarqawi video tape, CNN, January 2006